# Weight decay
La méthode de dégradation des pondérations ou weight decay en anglais est une technique de régularisation utilisée pour limiter le surapprentissage dans un réseau de neurones. Elle consiste à ajouter une pénalité à la fonction d'erreur qui dépend de la magnitude des poids qui relient les neurones entre eux. On utilise en général la pénalité suivante : 
{\displaystyle \lambda \sum _{i}w_{i}^{2}}
où {\displaystyle w_{i}} est le ie poids dans le réseau et {\displaystyle \lambda } est un coefficient positif qui donne plus ou moins d'importance à la pénalité. Le paramètre {\displaystyle \lambda } est en général très petit (0.0001 et moins), il tend vers zéro.

## Buts
Le but est d'éviter le surapprentissage. Il a été mathématiquement démontré (Geman,
Bienenstock & Doursat 1992; Krogh & Hertz 1992) qu'un réseau utilisant des connexions avec des pondérations de forte magnitude avait plus de peine pour généraliser. Techniquement parlant, de grands poids peuvent provoquer une plus grande variance à la sortie. En forçant la diminution des poids, on obtient un réseau plus flexible qui se spécialise moins dans les données utilisées pour l'apprentissage.